# 1957 في فرنسا
فيما يلي قوائم الأحداث التي وقعت خلال عام 1957 في فرنسا.

## سياسة

### تعيين في المنصب
- 1 يناير – مارسيل داسو عضو مجلس الشيوخ في الجمهورية الرابعة.
- 1 يناير – مارسيل داسو عضو مجلس الشيوخ في الجمهورية الرابعة.

## رياضة
- 1 يناير – سباق باريس روبيه 1957
- 7 يوليو – جائزة فرنسا الكبرى 1957 الفائز خوان مانويل فانجيو.

## أفلام
من الأفلام التي صدرت هذه السنة في فرنسا:
- 10 مايو – ليالي كابيريا من إخراج فيديريكو فليني.
- 17 أكتوبر – حول العالم في 80 يوما من إخراج مايكل أندرسون (مخرج أفلام)، جون فارو.

## مواليد

### يناير
- 1 يناير – برونو ديلبونيل
- 1 يناير – تيتي روبن موسيقي فرنسي.
- 4 يناير – جويل باتس لاعب كرة قدم فرنسي.

### فبراير
- 5 فبراير – عزوز بقاق
- 21 فبراير – ريمون روش متسابق دراجات نارية فرنسي.

### مارس
- 7 مارس – غيل دي روكو لاعب كرة قدم فرنسي.
- 9 مارس – هنري زامبيلي لاعب كرة قدم فرنسي.
- 12 مارس – باتريك باتيستون لاعب كرة قدم فرنسي.
- 20 مارس – جان كاستانيدا لاعب كرة قدم فرنسي.

### أبريل
- 3 أبريل – رينيه بوتشي لاعب كرة قدم فرنسي.
- 9 أبريل – يمينة بن قيقي
- 17 أبريل – زين الدين سويلم ممثل فرنسي.
- 28 أبريل – ليوبولد ايهارتس رائد فضاء فرنسي.

### مايو
- 13 مايو – كلودي هاينيري رائدة فضاء فرنسية.
- 18 مايو – تييري ميسان صحفي فرنسي.
- 21 مايو – برونو فونتين
- 29 مايو – جان كريستوف يوكوز
- 30 مايو – كريستوف كازا لاعب كرة مضرب فرنسي.

### يونيو
- 23 يونيو – جان فرانسوا دوميرغ

### أغسطس
- 16 أغسطس – دومينيك ساندرز درّاج طريق فرنسي.
- 18 أغسطس – كارول بوكيه ممثلة فرنسية.
- 21 أغسطس – برنار فيرلاك
- 30 أغسطس – برنار ريتشارد درّاج طريق فرنسي.

### سبتمبر
- 6 سبتمبر – باتريك بونيه درّاج طريق فرنسي.
- 15 سبتمبر – فريديريك برون
- 20 سبتمبر – باتريك كليرك دراج فرنسي.

### أكتوبر
- 4 أكتوبر – برونو بلوم موسيقي فرنسي.
- 7 أكتوبر – غريغور بونيو
- 13 أكتوبر – جان مارك فالادير لاعب كرة قدم فرنسي.
- 28 أكتوبر – فلورونس أرتو

### نوفمبر
- 6 نوفمبر – كاميل لورنس روائية فرنسية.
- 6 نوفمبر – كلير مازارد كاتبة فرنسية.
- 12 نوفمبر – سيسيليا ساركوزي عارضة فرنسية.
- 13 نوفمبر – باتريك بايلوت لاعب كرة قدم فرنسي.
- 20 نوفمبر – جان مارك فورلان لاعب كرة قدم.

### ديسمبر
- 9 ديسمبر – إيمانويل كارير
- 14 ديسمبر – باتريك ديفيل كاتب فرنسي.
- 19 ديسمبر – جان فرانسوا رودريجيز دراج فرنسي.
- 27 ديسمبر – إدوارد إيتيين دي روتشيلد

## وفيات

### فبراير
- 2 فبراير – فاليري لاربو (مواليد 1881) كاتب فرنسي.

### أغسطس
- 12 أغسطس – جودفروا (مواليد 1862)

### أكتوبر
- 23 أكتوبر – كريستيان ديور (مواليد 1905)